# SLC25A1
SLC25A1 (англ. Solute carrier family 25 member 1) – білок, який кодується однойменним геном, розташованим у людей на короткому плечі 22-ї хромосоми. Довжина поліпептидного ланцюга білка становить 311 амінокислот, а молекулярна маса — 34 013.
| 10         |  | 20         |  | 30         |  | 40         |  | 50         |
| ---------- |  | ---------- |  | ---------- |  | ---------- |  | ---------- |
| MPAPRAPRAL |  | AAAAPASGKA |  | KLTHPGKAIL |  | AGGLAGGIEI |  | CITFPTEYVK |
| TQLQLDERSH |  | PPRYRGIGDC |  | VRQTVRSHGV |  | LGLYRGLSSL |  | LYGSIPKAAV |
| RFGMFEFLSN |  | HMRDAQGRLD |  | STRGLLCGLG |  | AGVAEAVVVV |  | CPMETIKVKF |
| IHDQTSPNPK |  | YRGFFHGVRE |  | IVREQGLKGT |  | YQGLTATVLK |  | QGSNQAIRFF |
| VMTSLRNWYR |  | GDNPNKPMNP |  | LITGVFGAIA |  | GAASVFGNTP |  | LDVIKTRMQG |
| LEAHKYRNTW |  | DCGLQILKKE |  | GLKAFYKGTV |  | PRLGRVCLDV |  | AIVFVIYDEV |
| VKLLNKVWKT |  | D          |  |            |  |            |  |            |

A: Аланін

C: Цистеїн

D: Аспарагінова кислота

E: Глутамінова кислота

F: Фенілаланін

G: Гліцин

H: Гістидин

I: Ізолейцин

K: Лізин

L: Лейцин

M: Метіонін

N: Аспарагін

P: Пролін

Q: Глутамін

R: Аргінін

S: Серин

T: Треонін

V: Валін

W: Триптофан

Кодований геном білок за функцією належить до фосфопротеїнів. 
Задіяний у такому біологічному процесі, як транспорт. 
Локалізований у мембрані, мітохондрії, внутрішній мембрані мітохондрії.